# Gustaf Nyholm
Gustaf Nyholm (ur. 27 stycznia 1880 w Sztokholmie, zm. 12 września 1957 w Sztokholmie) – szwedzki szachista.

## Kariera szachowa
W 1917 r. zdobył w Kristianie tytuł mistrza krajów nordyckich. Był mistrzem Szwecji w latach 1917–1921 oraz 1921–1924. W 1927 r. reprezentował narodowe barwy na rozegranej w Londynie pierwszej szachowej olimpiadzie, na której szwedzcy szachiści zajęli XI miejsce.
Kilkukrotnie startował w turniejach międzynarodowych, sukcesy odnosząc m.in. w turniejach rozegranych Sztokholmie, w latach 1909 (dz. IV-VI miejsce), 1917 (I miejsce) oraz 1920 (IV miejsce).
Według retrospektywnego systemu Chessmetrics, najwyżej sklasyfikowany był w styczniu 1920 r., zajmował wówczas 20. miejsce na świecie.